# David Macbeth Moir
David Macbeth Moir (Musselburgh, 5 gennaio 1798 – 6 luglio 1851) è stato uno scrittore, poeta e medico scozzese.

## Biografia
David Macbeth Moir nacque a Musselburgh, Scozia, nell'allora Midlothian, e decise di frequentare la facoltà di medicina all'Università di Edimburgo, laureandosi nel 1816. Esercitò la professione di medico a Musselburgh fino alla sua morte, affiancandola alla passione per la scrittura sia in prosa che in poesia. Le sue opere vennero pubblicate da riviste dell'epoca, principalmente sul Blackwood's Magazine con lo pseudonimo Delta. La sua vita è descritta nel libro The “Blackwood” Group scritto da sir George Douglas, edito da Oliphant, Anderson & Ferrier, Edimburgo, nel 1897.
Una raccolta delle sue poesie fu edita nel 1852 da Thomas Aird. Tra le sue pubblicazioni più famose si ricordano Life of Mansie Wauch, Tailor (1828), nel quale espresse le sue doti di umorista, Outlines of the Ancient History of Medicine (1831), e Sketch of the Poetical Literature of the Past Half Century (1851).
È uno dei numerosi scrittori che sono rivendicati come autore del Canadian Boat-Song.

## Dediche e riconoscimenti
In memoria di David Macbeth Moir nel 1853 venne eretto un monumento nella sua città natale, Musselburgh, collocato nei pressi del New Bridge, il principale ponte che nella cittadina congiunge le due sponde del fiume Esk. In città ci sono anche diverse vie che fanno riferimento a lui e alle sue opere, inoltre un ramo della catena di pub Weatherspoons, aperto nel febbraio 2012, è denominato The David Macbeth Moir.